# Céline Imart
Céline Imart (Tolosa, 24 agosto 1982) è un'agricoltrice, sindacalista e politica francese de I Repubblicani (LR), europarlamentare dal 2024.

## Attività professionale
Per due anni, Imart ha lavorato come CFO di una filiale di Bolloré a Santiago del Cile. Al suo ritorno in Francia, entrò a far parte della sede parigina della società di consulenza PwC.
Nel 2011, Imart ha rilevato l'azienda agricola di famiglia ad Aguts.

## Carriera politica
Imart ha fatto parte del gruppo agricoltura del Conseil économique, social et environnemental dal 2010 al 2015, e ha ricoperto la carica di vicepresidente di Jeunes agriculteurs dal 2014 al 2018.
Nel marzo 2024, Imart è stata nominata direttrice della campagna di LR per le elezioni europee, insieme a François-Xavier Bellamy e Othman Nasrou.
Al Parlamento europeo, Imart ha fatto parte della commissione per il commercio internazionale e della commissione per l'agricoltura e lo sviluppo rurale. Oltre ai suoi incarichi nelle commissioni, è stata membro della delegazione del parlamento presso l'Assemblea parlamentare euro-latinoamericana.